# ГЕС Hoi Xuan
ГЕС Hoi Xuan – гідроелектростанція, що споруджується у північній частині В’єтнаму. Знаходячись між ГЕС Thành Sơn (30 МВт, вище по течії) та ГЕС Bá Thước 1, входить до складу каскаду на річці Ма (Нам-Ма), яка впадає до Південно-Китайського моря у місті Тханьхоа. 
У межах проекту річку перекриють бетонною гравітаційною греблею висотою 43 метри, довжиною 182 метри та товщиною 10 метрів. Вона утримуватиме водосховище з площею поверхні від 6,2 км2 до 9 км2 та об’ємом 63,7 млн м3 (корисний об’єм 7,7 млн м3), в якому припустиме коливання рівня між позначками 79 та 86 метрів НРМ. 
Пригреблевий машинний зал обладнають трьома турбінами типу Каплан загальною потужністю 102 МВт, які повинні забезпечувати виробництво 389 млн кВт-год електроенергії на рік.
Видача продукції відбуватиметься по ЛЕП, розрахованій на роботу під напругою 220 кВ.
Реалізація проекту почалась у 2011-му із плановим терміном введення у експлуатацію через два роки. Втім, роботи посувались із суттєвими затримками і станом на 2018 рік ще не були завершені.